# Neurolinguistik
Die Neurolinguistik ist ein Teilbereich der Sprachwissenschaft, der sich damit beschäftigt, wie Sprache im Gehirn repräsentiert ist. Untersucht wird die Beziehung zwischen Gehirnstrukturen und -prozessen einerseits und Sprachkenntnis und Sprachverhalten andererseits. Die Neurolinguistik kombiniert Erkenntnisse aus der Neurologie, insbesondere wie das Gehirn strukturiert ist und wie es arbeitet, mit Erkenntnissen aus der Linguistik, insbesondere wie Sprache strukturiert ist und wie sie funktioniert.
Traditionell liegt der Schwerpunkt der Neurolinguistik auf dem Studium der Aphasie, d. h. Sprachstörungen, die bei Erwachsenen nach Hirnschäden durch eine Krankheit oder durch einen Unfall auftreten können. Aus dem Studium dieser Sprachstörungen verspricht man sich, Rückschlüsse auf die Struktur und Verarbeitung von Sprache bei gesunden Erwachsenen ziehen zu können. Neben dem traditionellen Studium der Aphasien sind inzwischen weitere Forschungsbereiche in den Fokus der Neurolinguistik gelangt: Dazu zählen nicht-organisch bedingte Störungen der Sprachproduktion wie Versprecher oder Stottern sowie Störungen des Spracherwerbs. Ferner verwendet die heutige Neurolinguistik neben der Beobachtung und Analyse von Aphasien eine Vielzahl weiterer Methoden für die Erforschung der Sprachverarbeitung im Gehirn, darunter Experimente, Computersimulationen und die bildgebenden Verfahren der Medizin.

## Geschichte der Neurolinguistik

### Anfänge
Obwohl die Neurolinguistik als wissenschaftliche Disziplin relativ jung ist, reicht die Beschäftigung mit ihrem Untersuchungsgegenstand weit zurück in die Vergangenheit. Wenn man nach ersten Forschungen zum Zusammenhang zwischen Sprache und Gehirn sucht, so ist ein besonders frühes Zeugnis eine altägyptische, auf 3000 Jahre vor unserer Zeitrechnung datierte Papyrusrolle, die 1862 von Edwin Smith erworben wurde und nach ihm Edwin-Smith-Papyrus genannt wird. Er enthält eine medizinische Abhandlung, in der als 20. Fall ein Patient beschrieben wird, der aufgrund einer Verletzung an der Schläfe seine Sprachfähigkeit verloren hat, womit es sich vermutlich um den ersten dokumentierten Fall von Aphasie handelt.
Im Altertum, im Mittelalter, in der Renaissance und im 17. und 18. Jahrhundert findet man immer wieder Beschreibungen von Sprachverlust bei Individuen. Hervorzuheben ist das Kompendium des Arztes Johannes Schenck von Grafenberg namens Observationes medicae de capite humano. Das Kompendium enthält Beobachtungen über Sprachstörungen von 20 griechischen Autoren, fünf klassisch-lateinischen Autoren, elf mittelalterlichen arabischen und jüdischen Autoren, über 300 späten lateinischsprachigen Autoren und 139 Nichtmedizinern. Typisch für die Forschungen im 17. und 18. Jahrhundert sind die Arbeiten von Johannes Jakob Wepfer: Die Arbeiten beschreiben die Symptome des Sprachverlustes sorgfältig, aber es wird kein Versuch gemacht, diese zu erklären.

### Broca und Wernicke
Entscheidende Fortschritte im Verständnis der Beziehung von Sprache und Gehirn wurden im 19. Jahrhundert gemacht. Zu Beginn des 19. Jahrhunderts nahm der deutsche Anatom Franz Joseph Gall an, dass Sprache in einem bestimmten Bereich im Gehirn zu lokalisieren sei. Galls Thesen sind nur ein Beispiel von vielen, und die Gültigkeit des Lokalisierungsprinzips wurde in vielen Artikeln über Sprachpathologie diskutiert, sowohl die Lokalisierung der Sprachproduktion und des Sprachverständnisses als auch von Lesen und Schreiben. Diese Diskussionen sorgten für das geistige Klima, in dem die Forschungen von Paul Broca auf fruchtbaren Boden fielen.

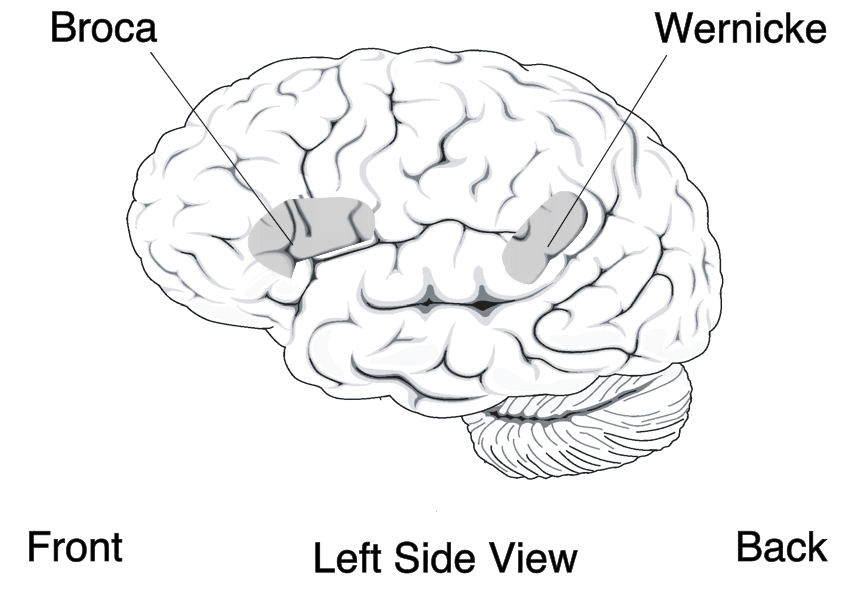
Broca- und Wernicke-Areal

Die Arbeiten von Paul Broca und Carl Wernicke in der zweiten Hälfte des 19. Jahrhunderts bedeuteten einen Durchbruch für die neurolinguistische Forschung. Sie beobachteten Aphasie-Patienten und befassten sich genauer mit der Frage der Lokalisation der Störungen im Gehirn. Teil der Ergebnisse war eine Klassifizierung der Aphasiker nach ihren Symptomen: So gibt es Patienten, die fließend sprechen, aber Schwierigkeiten haben, auf ihren Wortschatz zuzugreifen, mit dem Ergebnis, dass sie viele eigene Wortschöpfungen oder Paraphasien verwenden. Diese Art der Aphasie wurde später als Wernicke-Aphasie bezeichnet. Andere Patienten wiederum haben Schwierigkeiten mit Grammatik und speziell Satzbau, ihre Sprache ist verkürzt, in der Art eines Telegrammstils (Agrammatismus). Diese Art der Aphasie ist als Broca-Aphasie in die Literatur eingegangen.
Ein Ergebnis der Forschungen Brocas und Wernickes ist die Annahme von zwei speziellen, für die Sprache reservierten Arealen im Gehirn, das Wernicke- und das Broca-Areal, deren Störung oder Verletzung für die Wernicke- bzw. für die Broca-Aphasie verantwortlich sein sollen. Man weiß heute, dass diese Sicht eine Vereinfachung war, denn man kann inzwischen zeigen, dass neuronale Netzwerke außerhalb der Wernicke- und Broca-Areale an der Sprachverarbeitung beteiligt sind. Ferner weiß man heute, dass Wernicke- und Broca-Areale auch an der Erkennung von Musik beteiligt sind.

### 20. Jahrhundert
Aus der ersten Hälfte des 20. Jahrhunderts sind vor allem der amerikanische Neurologe Theodor Weisenburg und die Psychologin Katherine MacBride zu nennen, die große Testbatterien für Aphasie entwickelten und Testergebnisse aus einer großen Patientenzahl veröffentlichten (Aphasia: a clinical and psychological study, 1935).
Die Anfänge der Neurolinguistik als etablierte Disziplin der Sprachwissenschaft gehen auf die 1960er Jahre zurück. So erkannten zunächst Mediziner die Notwendigkeit, enger mit Sprachwissenschaftlern zusammenzuarbeiten, um die sprachlichen Beeinträchtigungen bei Aphasikern fundiert zu beschreiben. In den 1960er Jahren errichtete z. B. in den USA der Neurologe Norman Geschwind ein interdisziplinäres Aphasiezentrum (Bostoner Schule). Im deutschsprachigen Raum ist vor allem die Aachener Schule um Klaus Poeck zu nennen, in der seit den 1970er Jahren Neurologen und Sprachwissenschaftler intensiv zusammenarbeiten.
Die Popularisierung des Ausdrucks Neurolinguistik (engl. neurolinguistics) wird häufig in der Literatur dem Linguisten Harry Whitaker zugeschrieben. Whitaker wurde in den 1970er Jahren der Begründer der Zeitschrift Brain and Language sowie der Herausgeber einer Buchreihe Studies in Neurolinguistics.
Entscheidende Fortschritte machte die Neurolinguistik seit den 1990er Jahren mit der Etablierung neuer Technologien zur Messung und Darstellung der Vorgänge im Gehirn. Mit Elektroenzephalographie und funktionaler Magnetresonanztomografie war es möglich, das Gehirn von geschädigten und gesunden Menschen im Detail zu untersuchen. Man konnte genauere Aussagen machen, wie gesunde Menschen Sprache verarbeiten und wie ein geschädigtes Gehirn die Schäden kompensiert.

## Angrenzende Disziplinen
Die Neurolinguistik ist ein interdisziplinärer Forschungsbereich und greift Forschungsergebnisse aus anderen Disziplinen auf, darunter Linguistik, Neuroanatomie, Neurologie, Neurophysiologie, Psychologie, Sprachpathologie und Informatik. Am nächsten verwandt ist die Neurolinguistik mit der Psycholinguistik. Beide Disziplinen befassen sich mit den geistigen Prozessen bei Sprachverarbeitung und Sprachproduktion. Im Gegensatz zur Psycholinguistik nimmt die Neurolinguistik ganz explizit Bezug auf die anatomischen und physiologischen Aspekte des Gehirns. Während die Psycholinguistik vor allem aus der medizinisch-psychologischen Tradition kommend mit psychologischen Methoden Sprachwahrnehmung, Sprachproduktion und vor allem den kindlichen Spracherwerb erforscht, liegt der Schwerpunkt der Neurolinguistik auf der Erforschung von Sprachstörungen wie der Aphasie und von neurokognitiven Prozessen bei Sprachgesunden mittels moderner Bildgebungsverfahren wie der funktionellen Magnetresonanztomographie. Die Klinische Linguistik fungiert dann als Anwendungsfach, für das die Neurolinguistik die theoretischen Grundlagen bereitstellt.

## Forschungsinhalte

### Zentrale Fragen
Zentrale Fragen der Neurolinguistik sind unter anderem:
- Was geschieht mit Sprache und Kommunikation nach verschiedenen Arten von Hirnschädigungen?
- Was geschieht bei Sprachstörungen während des Spracherwerbs?
- Wie kann man Prozesse im Gehirn messen und visualisieren, die mit Sprache und Kommunikation zu tun haben?
- Wie sehen gute Modelle von Sprach- und Kommunikationsprozessen aus?
- Wie können Computersimulationen von Sprachverarbeitung, Sprachentwicklung und Sprachverlust aussehen?
- Wie sollten Experimente beschaffen sein, die Modelle und Hypothesen zur Sprachverarbeitung testen können?

Die erste Frage nimmt einen zentralen Platz in der neurolinguistischen Forschung ein. Die Untersuchung von erwachsenen Sprechern, die durch Hirnschädigung eine Sprachstörung oder einen Sprachverlust erleiden (eine Aphasie), ist ein klassisches Feld der Neurolinguistik. Hirnschädigungen können z. B. durch einen Infarkt, eine Hirnblutung oder ein Hirntrauma nach einem Unfall entstehen. Auch fortschreitende neurologische Krankheiten wie Demenz können die Ursache sein. Neben Sprachstörungen bei Erwachsenen, die durch einen Unfall oder eine Krankheit verursacht sind, beschäftigt sich die Neurolinguistik auch mit Sprachstörungen während des kindlichen Spracherwerbs. Dazu zählen die spezifische Sprachentwicklungsstörung und auch Entwicklungsprobleme wie Lese- und Rechtschreibschwäche.
Die Neurolinguistik, so hofft man, kann vielleicht in der Zukunft auch kontrovers diskutierte Grundlagenfragen der Linguistik beantworten: Inwiefern ist die Fähigkeit zum Spracherwerb in unserem Gehirn „hart verdrahtet“? Ist die Sprachfähigkeit eine einzigartige Fähigkeit des Menschen? Können die einzelnen Komponenten der Sprache speziellen Bereichen im Gehirn zugeordnet werden? Inwiefern sind sprachliche Fähigkeiten trennbar vom Denken und anderen mentalen Aktivitäten?

### Schnittstellen zu Teilbereichen der Linguistik
Die Forschungsinhalte der Neurolinguistik umfassen sämtliche Teilbereiche der deskriptiven Linguistik, von der Phonologie, der Lehre der Laute, über den Wortschatz bis hin zur Syntax, der Lehre vom Satzbau, und zur Pragmatik:
| Linguistische Disziplin | Gegenstandsbereich                          | Beispiele für Forschungsinhalte |
| ----------------------- | ------------------------------------------- | --- |
| Phonologie              | Laute, Lautstruktur                         | Phonemische Paraphrasen (Ersetzung, Einfügung oder Auslassung von Phonemen), z. B. statt butcher (dt. ‚Metzger‘) beim Aphasiker eher betcher, butchler oder buter; Störungen bei Wortbetonung, Intonation oder Ton bei Tonsprachen |
| Lexikalische Semantik   | Wortbedeutung                               | Wortersetzungen bei Aphasikern, z. B. Katze statt Hund, Pudel statt Hund oder Kopf statt Kappe |
| Morphologie und Syntax  | Wortbildung und Satzbau                     | agrammatische Äußerungen von Patienten mit Broca-Aphasie |
| Pragmatik               | Sprachgebrauch, Sprache im Handlungskontext | Probleme, die Absichten des Sprechers zu erkennen, bei Aphasikern mit Schäden in der linken Hemisphäre; unorganisierte, abschweifende Äußerungen bei Patienten nach traumatischer Hirnschädigung                                   |

### Beispiele wichtiger Forschungsergebnisse
Die traditionelle Annahme von klar umrissenen Sprachregionen im Gehirn, wie sie noch bei Broca und Wernicke im Vordergrund stand, gilt inzwischen als überholt. So weiß man heute, dass die Broca-Region nicht ausschließlich für Sprachproduktion zuständig ist, und die Wernicke-Region nicht ausschließlich für Sprachrezeption. Außerdem hat man inzwischen weitere Gehirnareale identifiziert, die ebenfalls für die Sprachverarbeitung relevant sind. Ferner hat die Forschung erkannt, dass Neuronenverbände nicht nur einer Hirnfunktion zugeordnet werden, sondern sie können verschiedene Aufgaben übernehmen. Dies bedeutet, dass eine festliegende Zuordnung von Hirnregionen zu Funktionen wie Sprachverarbeitung nicht gegeben ist. Auch zum Spracherwerb kann die Neurolinguistik Forschungsergebnisse beitragen: So weiß man dank neurolinguistischer Studien, dass die These der sogenannten kritischen Phase des Spracherwerbs nicht haltbar ist. Schließlich weiß man durch neurolinguistische Studien, dass Intonation bei der Verarbeitung der Satzbedeutung eine entscheidende Rolle spielt.

## Forschungsmethoden

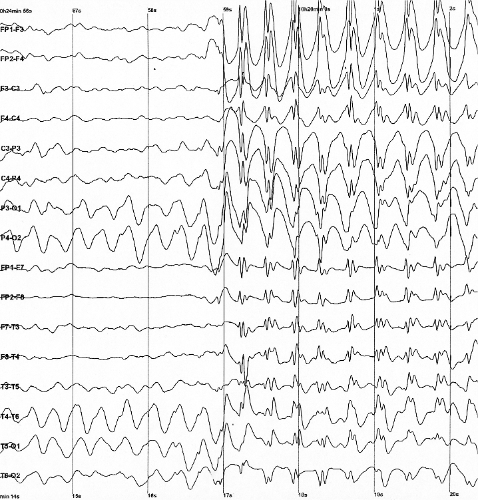
Hirnwellen aus einem EEG

### Historische Methoden
Die klassische Forschungsmethode in der Neurolinguistik ist die Beobachtung und Analyse der Sprache von Menschen mit Aphasie mit dem Ziel, Rückschlüsse auf die Sprachverarbeitung bei gesunden Personen zu ziehen, und mit der Absicht, daraus Anregungen für die Sprachtherapie zu erhalten. Die Beobachtung von Patienten mit Aphasie sowie die Autopsie Verstorbener war auch die Methode, die in den klassischen Studien von Broca, Wernicke und anderen Forschern im späten 19. Jahrhundert zum Einsatz kam. Ferner wurden, wenn es notwendig war, Patienten mit Epilepsie oder einem Hirntumor zu operieren, vom Chirurgen auch einzelne Hirnregionen stimuliert und aus den Reaktionen geschlossen, welche Hirnregionen bei der Operation zu verschonen sind, um spätere Sprachschäden beim Patienten zu vermeiden.
Zu den inzwischen historischen Methoden zur klinischen Untersuchung der Sprachfunktion zählt auch der sogenannte Wada-Test, mit dem eine Hirnhälfte betäubt wird, um herauszufinden, wo sich die sprachdominante Hirnhälfte des Patienten befindet. Ferner können durch elektrische Reizung von Kortexbereichen im Gehirn für kurze Zeit an diesen Stellen Funktionsstörungen und damit Sprechhemmungen ausgelöst werden. Auf diese Weise – so hoffte man – könnte man die am Sprachprozess beteiligten Hirnregionen identifizieren. Inzwischen weiß man jedoch durch verschiedene Studien und durch einen Vergleich mit bildgebenden Verfahren, dass diese Messungen nur eingeschränkt zuverlässig sind.

### Statische Bildgebung

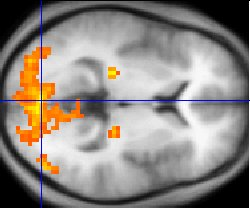
Funktionale Magnetresonanztomografie: Die gelben Bereiche sind die Bereiche mit der größten Aktivität beim Ansehen eines Films

Durch die enormen Fortschritte in den Bildgebungs- und Messverfahren zur Darstellung von Hirnaktivitäten ist es inzwischen auch möglich, die Sprachverarbeitung gesunder Erwachsener ohne medizinische oder ethische Probleme zu beobachten. Ein statisches Abbild des Gehirns liefern die Computertomographie und die Magnetresonanztomografie. Will man jedoch die Abläufe im Gehirn beobachten, kommen dynamische Messverfahren zum Einsatz: Dazu zählen zum einen Messungen der elektrischen Aktivität im Gehirn und dynamische Bildgebungsverfahren.

### Messung elektrischer Gehirnaktivitäten
Das Elektroenzephalogramm (EEG) ist eine Methode, mit der man ohne Strahlenrisiko (anders als etwa beim PET-Scan) die elektrische Aktivität größerer Neuronenverbände messen kann. Beim Magnetenzephalogramm (MEG) wird nicht das elektrische, sondern das magnetische Feld gemessen, das aus der Neuronenaktivität im Gehirn resultiert. Will man zusätzlich noch die EEG-Signale identifizieren, die durch einen bestimmten Reiz, z. B. einen gesprochenen Satz, ausgelöst wurden, so unterzieht man die Messung noch einer ERP-Analyse: Mit der ERP-Analyse (ERP = event-related potential) werden aus allen hirnelektrischen Potentialen die spontanen Reaktionen herausgefiltert, so dass lediglich die Potentiale übrig bleiben, die zeitlich mit dem Reiz (also etwa dem gesprochenen Satz) zusammenfallen.

### Bildgebung des arbeitenden Gehirns
Neben der Messung und Analyse der elektrischen Gehirnaktivität können bildgebende Verfahren zum Einsatz kommen wie der PET-Scan und die funktionelle Magnetresonanztomografie (fMRT), die Einblicke in das arbeitende Gehirn und damit speziell in die Sprachverarbeitungsprozesse geben.

### Messung zerebraler Blutflüsse
Schließlich erhält man auch noch Aufschlüsse zur Funktionsweise des Gehirns, indem man die zerebralen Blutflüsse misst (regional cerebral bloodflow, rCBF). So kann man z. B. Versuchspersonen Wörter generieren lassen (Wortflüssigkeitstest oder word fluency task) und dabei die Blutflusserhöhung in den Hemisphären messen. Auf diese Weise lässt sich u. a. die sprachdominante Hemisphäre des Gehirns ermitteln.

### Einführungen
- Elisabeth Ahlsén: Introduction to Neurolinguistics. Benjamins, Amsterdam 2006, ISBN 90-272-3234-2.
- Jürgen Dittmann, Jürgen Tesak: Neurolinguistik. Groos, Heidelberg 1993, ISBN 3-87276-696-1.
- John C.L. Ingram: Neurolinguistics: an introduction to spoken language processing and its disorders. Cambridge University Press, Cambridge 2007.
- Helen Leuninger: Neurolinguistik. Probleme, Paradigmen, Perspektiven. VS Verlag für Sozialwissenschaften, 1989, ISBN 3-531-11866-8.
- Horst M. Müller: Einführung in die Neurolinguistik, 2. Aufl. Metzler/Springer, Berlin 2024, https://doi.org/10.1007/978-3-662-67485-7

### Geschichte der Neurolinguistik
- P. Eling: Language Disorders: 19th Century Studies. In: K. Brown (Hrsg.), Encyclopedia of Language and Linguistics. Elsevier, Oxford 2006, S. 394–397.
- P. Eling: Language Disorders: 20th-Century Studies, Pre-1980. In: K. Brown (Hrsg.): Encyclopedia of Language and Linguistics. Elsevier, Oxford 2006, S. 397–400.
- H.A. Whitaker: Neurolinguistics from the Middle Ages to the Pre-modern Era. In: K. Brown (Hrsg.): Encyclopedia of Language and Linguistics. Elsevier, Oxford 2006, S. 597–605.

### Spezialliteratur
- Adele Gerdes: Spracherwerb und neuronale Netze. Die konnektionistische Wende. Tectum, Marburg 2008, ISBN 978-3-8288-9668-0.
- Dieter Hillert: The Nature of Language. Evolution, Paradigms and Circuits. Springer, New York (NY) 2014, ISBN 978-1-4939-0608-6 (englisch).
- Carsten Könneker (Hrsg.): Wer erklärt den Menschen? Hirnforscher, Psychologen und Philosophen im Dialog. Fischer Taschenbuch Verlag, Frankfurt am Main 2006, ISBN 3-596-17331-0.
- Mary McGroarty (Hrsg.): Neurolinguistics and cognitive aspects of language processing. In: Annual Review of Applied Linguistics. Band 28. Cambridge 2008.
- Brigitte Stemmer, Harry A. Whitaker (Hrsg.): Handbook of the Neuroscience of Language. Elsevier, Amsterdam u. a. 2008.
- L. Verga, M. Schwartze, S. A. Kotz: Neurophysiology of Language Pathologies. In: M. Grimaldi, E. Brattico, Y. Shtyrov (Hrsg.): Language Electrified. Neuromethods. vol 202. Humana, New York 2023.  doi:10.1007/978-1-0716-3263-5_24.